# カウボーイズ・インターナショナル
カウボーイズ・インターナショナル（Cowboys International、「Cowboys International®」として様式化された）は、1979年に1枚の影響力のあるアルバム『The Original Sin』、および1980年に解散する前に数少ない45インチ・シングルを発表した、ボーカリスト兼ソングライターのケン・ロッキーによって結成されたニュー・ウェイヴ、シンセポップ・バンドである。

## 略歴
1970年代後半、ケン・ロッキーとキース・レヴィンは、「The Quick Spurts」というバンドに参加していた。その名前をカウボーイズ・インターナショナルに変更すると、メンバーはリード・ボーカルのロッキー、ギターのリック・ジャックス、ベースのジミー・ヒューズ（元The Banned）、ピアノのエヴァン・チャールズ、そしてドラムで元ザ・クラッシュのテリー・チャイムズとなった。このラインナップは、パブリック・イメージ・リミテッドに在籍していたレヴィンの助けを借りて、1979年にアルバム『The Original Sin』をレコーディングし、リリースした。
アルバムのリリースとツアーの後、バンドは重要なラインナップの変更を受けた。チャイムズ（ビリー・アイドルのジェネレーションXに参加）は、ポール・サイモン（元ネオ、ラジオ・スターズ、The Civilians）に交代となった。ジャックスはアラン・ローリングスに、そして1980年にバンドでいくつかのマテリアルをレコーディングしたマルコ・ピローニ（アダム&ジ・アンツのメンバー）へと代わっていったが、元ウルトラヴォックスのスティーヴ・シアーズに交代となった。ヒューズ（オリジナル・ミラーズに加入）は、元ボニーMで有名なリー・ロビンソンと交代したが、後にピート・ジョーンズに置き換えられた。最後のバンドのラインナップ（ロッキー、チャールズ、ジョーンズ、サイモン、シアーズ）が、最後のバンドによるツアーを行い、ベルリンのカントキノ・シアターで終了。バンドは1980年後半に解散した。
バンドの解散後、ロッキーは他の元メンバーであるサイモンとシアーズとのコラボレーションでソロ・キャリアを追求し、その後、さまざまなバンドでの軌跡を経て演奏してきた他のミュージシャンたちも参加した。またこの時期に、ピート・ジョーンズとともにパブリック・イメージ・リミテッドに加わり、キース・レヴィンと再び合流するが、そのメンバーシップは短く、音楽の制作に専念していたが1980年代半ばになって引退した。サイモンは「The Fallout Club」を結成し、ジョン・フォックスやグレン・マトロックと一緒に仕事し、現在はアジャンタミュージックで兄弟であるロビンと共に仕事している。シアーズは「Faith Global」を結成し、後に音楽ビジネスから引退した。チャールズの所在は不明。
2003年、ロッキーはオリジナル・アルバムを、アルバム以外のマテリアルやオルタナティヴ・ミックスと共に収めたコンピレーション・アルバム『Revisited』として再発した。また、カウボーイズ・インターナショナルを復活させ、2004年にリリースされたアルバム『The Backwards Life of Romeo』で、より独創的な作品の制作を開始した。

## ディスコグラフィ

### スタジオ・アルバム
- The Original Sin (1979年)
- The Backwards Life of Romeo (2004年)

### コンピレーション・アルバム
- Revisited (2003年)

### シングル
- "Thrash" (b/w "Many Times (Revised)") (1979年)
- "Aftermath" (b/w "Future Noise") (1979年)
- "Nothing Doing" (b/w "2 Millions") (1979年、Virgin)
- "Today Today" (b/w "Fixation") (1980年)